# Санні Куркісуо
Санні Марі Еліна Куркісуо (фін. Sanni Mari Elina Kurkisuo), відоміша як Санні (фін. Sanni); нар. 26 травня 1993, Лог'я, Фінляндія) — фінська поп-співачка, піснярка і актриса.

## Біографія
Санні народилася 26 травня 1993 року у фінському місті Лог'я. Її мати працювала підприємницьким тренером, її вітчим — директором дитячого садка, а батько — електриком. Санні почала співати з малих років. З шести років Санні почала грати на скрипці, а коли вона вчилася в шостому класі, вона співала в різних шкільних гуртках самодіяльності. 2001 року Санні виграла національний конкурс з написання казок Napero Finlandia, з її казкою Lintu, joka halusi laulaa (рос. Птах, що хотів заспівати). 2009 року Санні посіла друге місце в конкурсі Ääni ja vimma.
Санні переїжджає з Лог'я у Гельсінкі в 16 років і вступає до музичної середньої школи імені Сібеліуса, яку вона закінчила навесні 2012 року.

## Кар'єра
2012 року Санні розпочала кар'єру, як актриса, в комедії Miss Farkku-Suomi (укр. Міс «Блакитні джинси»), де вона грає головну роль. Санні була запрошена гостею до пісні репера Асте Pumppaa (укр. Насос).
У квітня 2013 року Санні випускає свою першу пісню Prinsessoja ja astronautteja (укр. Принцеси і космонавти) під керівництвом Warner Music Finland. Ця пісня стає хітом в національному хіт-параді. Червнем того ж року Санні випускає ще один хіт, Jos mä oon oikee (укр. Якщо я справжня). У вересні того ж року, Санні випускає ще один хіт Me ei olla enää me (укр. Нас більше не буде). Того ж місяця випускається дебютний альбом Sotke mut (укр. Безлад).
У 2015 році випускається наступний альбом Lelu (укр. Іграшка). Першою піснею з цього альбом стала  2080-luvulla (укр. 2080-ті роки), яка стає хітом усіх хіт-парадів Фінляндії і стає найпрослухованим хітом за всю історію радіо у Фінляндії. Другою піснею була Pojat (укр. Хлопчата), яка зайняла 68 місце в національному чарті. На початку 2016 року Санні виграла номінації Краща співачка року і Краща пісня року на премії Emma Gaala.
Наразі Санні записує новий альбом, який з'явиться 2016 року.

## Дискографія

### Альбоми
| Рік  | Назва оригіналу | Назва українською | Позиція чартів |
| Рік  | Назва оригіналу | Назва українською | FIN            |
| ---- | --------------- | ----------------- | -------------- |
| 2013 | Sotke mut       | Безлад            | 9              |
| 2015 | Lelu            | Іграшка           | 1              |
| 2016 | Sanni           | Санні             | 1              |

### Сингли
1. Prinsessoja ja astronautteja / Принцеси і космонавти (2013)
2. Jos mä oon oikee / Якщо я справжня (2013)
3. Me ei olla enää me / Ми більше не будемо нами (2013)
4. Dementia / Слабоумство (2014 року)
5. Hakuna matata (2014 року)
6. 2080-luvulla / 2080-ті роки (2015)
7. Pojat / Хлопчата (2015)
8. Supernova / Супернова (2015)
9. Että mitähän vittua / Якого ж біса (2016)
10. Miten eskimot suutelee? / Скільки ескімоських поцілунків? (2016) спільно з Робін Пакален